# Olaus Nicolaissen
Olaus Martens Nicolaissen (født 29. december 1846 i Øksnes, død 1. februar 1924) var en norsk arkæolog og folklorist.
Nicolaissen dimitteredes fra Tromsø Seminarium 1869, var 1873—97 lærer i Tromsø; fra 1882 bestyrer af Tromsø Museums oldsamling. Nicolaissen har foretaget en række arkæologiske undersøgelser i det nordlige Norge og meddelt resultaterne i årsberetningerne fra Foreningen til norske Fortidsmindesmærkers Bevaring.
Han har også samlet folketraditioner og eventyr, der er trykte under titlerne Sagn og Eventyr fra Nordland (1879; 2. samling 1887), Fra Nordlands Fortid (1889; 2. samling 1891), Fra Nordlandsbygderne (1900), Nokre Sogor (1901), Fra Nord-Norge (1919).
I professor Hellands Tromsø Amt er flere afsnit bearbejdede af ham. I Aarbøger for nordisk Oldkyndighed (1897) har han skrevet en afhandling om Bautastene i det høje Norden. Også flere bidrag til fiskeriernes historie har Nicolaissen leveret i "Norsk Fiskeritidende" under mærket O. N..